# Hercostomus ngozi
Hercostomus ngozi är en tvåvingeart som beskrevs av Grichanov 2004. Hercostomus ngozi ingår i släktet Hercostomus och familjen styltflugor.
Artens utbredningsområde är Tanzania. Inga underarter finns listade i Catalogue of Life.